# 三浦章宏
三浦 章宏（みうら あきひろ、1961年6月9日 - ）は、兵庫県川西市生まれの日本のヴァイオリニスト。

## 人物・来歴
4歳よりヴァイオリンを始め、中嶋美子に師事、「スズキ10チルドレン」に選ばれて海外演奏旅行に参加する。筑波大学人間学類に進学し、教育学、心理学、心身障害学を学ぶ。この頃より徳永二男に師事。1984年に同大学卒業。
第53回日本音楽コンクールに入選し、1985年NHK交響楽団に入団。第21回東京国際音楽コンクール弦楽四重奏部門において齋藤秀雄賞を受賞。1989年アフィニス文化財団の奨学生として、ドイツ・ミュンヘンに留学、当時バイエルン放送交響楽団ソロ・コンサートマスターのエルネ・セベスティアンに師事する。
1991年、第25回ティボール・ヴァルガ国際ヴァイオリン・コンクール第2位入賞（第1位空位）。スイス・ロマンド管弦楽団とチャイコフスキーのヴァイオリン協奏曲を協演する。1992年に川崎音楽賞第1位および最優秀市長賞受賞。1993年、東京と大阪でソロ・デビューリサイタルをおこなう。
NHK交響楽団に13年間在籍し、第一ヴァイオリン奏者、フォアシュピーラーを務めた後、1999年に新星日本交響楽団の首席コンサートマスターに就任。2001年より東京フィルハーモニー交響楽団のコンサートマスターを務める。
ソリストとして、これまでサンクトペテルブルグ・フィルハーモニー室内オーケストラ、フィレンツェ室内管弦楽団、新イタリア合奏団、新星日本交響楽団、大阪フィルハーモニー交響楽団、神戸市室内合奏団や、指揮者の小林研一郎、井上道義、大町陽一郎、現田茂夫、下野竜也、金聖響、小林道夫、ゲルハルト・ボッセ、オトマール・マーガと共演した。2009年4月の東京フィルハーモニー交響楽団の定期演奏会（指揮：ダン・エッティンガー）では、ブルッフのヴァイオリン協奏曲のソリストを務める。